# Оконгву, Оньека
Онье́ка Око́нгву (англ. Onyeka Okongwu; род. 11 декабря 2000 года в Лос-Анджелесе, штат Калифорния, США) — американский профессиональный баскетболист, выступающий в Национальной баскетбольной ассоциации за команду «Атланта Хокс». Играет на позициях тяжёлого форварда и центрового. На студенческом уровне выступал за команду университета Южной Калифорнии «УСК Тродженс». На драфте НБА 2020 года он был выбран под шестым номером командой «Атланта Хокс».

## Профессиональная карьера

### Атланта Хокс (2020—настоящее время)
Оконгву был выбран под 6-м номером на драфте НБА 2020 года командой «Атланта Хокс». 24 ноября 2020 года подписал контракт новичка с Атлантой, рассчитанный на 4 года. 15 января 2021 года Оконгву дебютировал в НБА, выйдя со скамейки запасных, и набрал 4 очка, 5 подборов, 2 передачи и 1 перехват за 14 минут в поражении от «Юта Джаз» со счётом 92—116. 24 января он впервые вышел в стартовом составе и набрал 4 очка, 2 подбора, 1 перехват и 3 блока за 16 минут в поражении от «Милуоки Бакс» со счётом 115—129.
21 июля 2021 года «Атланта Хокс» объявила, что Оконгву перенес операцию по восстановлению порванного лабрума в правом плече и, как ожидается, выбыл из строя примерно на шесть месяцев.
13 января 2023 года Оконгву набрал максимальные в карьере 20 подборов и 18 очков в победе над «Индианой Пэйсерс».
24 октября 2023 года Оконгву подписал четырехлетний контракт с «Хокс» на 62 миллиона долларов.
14 января 2025 года Оконгву набрал 22 очка и сделал 21 подбор в победе над «Финикс Санз» со счетом 122-117. Он стал первым игроком, набравшим не менее 20 очков и 20 подборов в игре со скамейки запасных в истории «Хокс». 21 января Оконгву был переведен в стартовый состав вместо Клинта Капелы.

## Личная жизнь
Оньека Оконгву родился в семье нигерийских иммигрантов в Лос-Анджелесе. Оньека и его братья и сестры росли в Чино-Хилс в семье двух трудолюбивых родителей. Его мать работает дипломированной медсестрой. Под влиянием старшего брата, Ннамди, Оньека начал увлекаться баскетболом. Старший брат Оконгву, Ннамди, также играл в баскетбол за среднюю школу Чино-Хилс. В 2014 году Ннамди получил черепно-мозговую травму в результате несчастного случая со скейтбордом и позже умер, проведя три дня на аппарате жизнеобеспечения. Оконгву носил номер 21 в честь своего брата, который носил такой же номер, играя в баскетбол. В январе 2020 года школа Чино- Хилс сняла вывела номер из обращения в честь его покойного брата. По прибытии в Атланту Оньека сменил номер, так как команда вывела номер 21 в честь Доминика Уилкинса. В честь покойного брата Оконгву стал носить номер 17 - именно столько было Ннамди, когда он ушел из жизни. У него также есть младший брат и младшая сестра.
Отец Оконгву умер в 2021 году.

## Статистика

### Статистика в НБА
| Сезон   | Команда | Регулярный сезон | Регулярный сезон | Регулярный сезон | Регулярный сезон | Регулярный сезон | Регулярный сезон | Регулярный сезон | Регулярный сезон | Регулярный сезон | Регулярный сезон | Регулярный сезон | Серия плей-офф | Серия плей-офф | Серия плей-офф | Серия плей-офф | Серия плей-офф | Серия плей-офф | Серия плей-офф | Серия плей-офф | Серия плей-офф | Серия плей-офф | Серия плей-офф |
| Сезон   | Команда | GP               | GS               | MPG              | FG%              | 3P%              | FT%              | RPG              | APG              | SPG              | BPG              | PPG              | GP             | GS             | MPG            | FG%            | 3P%            | FT%            | RPG            | APG            | SPG            | BPG            | PPG            |
| ------- | ------- | ---------------- | ---------------- | ---------------- | ---------------- | ---------------- | ---------------- | ---------------- | ---------------- | ---------------- | ---------------- | ---------------- | -------------- | -------------- | -------------- | -------------- | -------------- | -------------- | -------------- | -------------- | -------------- | -------------- | -------------- |
| 2020/21 | Атланта | 50               | 4                | 12,0             | 64,4             | 0,0              | 63,2             | 3,3              | 0,4              | 0,5              | 0,7              | 4,6              | 18             | 0              | 9,2            | 54,8           | 0,0            | 66,7           | 2,7            | 0,1            | 0,3            | 0,7            | 2,7            |
| 2021/22 | Атланта | 48               | 6                | 20,7             | 69,0             | -                | 72,7             | 5,9              | 1,1              | 0,6              | 1,3              | 8,2              | 5              | 1              | 21,6           | 56,3           | -              | 80,0           | 5,4            | 0,4            | 0,8            | 0,8            | 5,2            |
| 2022/23 | Атланта | 80               | 18               | 23,1             | 63,8             | 30,8             | 78,1             | 7,2              | 1,0              | 0,7              | 1,3              | 9,9              | 6              | 0              | 21,9           | 60,0           | 100,0          | 50,0           | 6,3            | 1,2            | 0,3            | 1,3            | 6,0            |
| 2023/24 | Атланта | 55               | 8                | 25,5             | 61,1             | 33,3             | 79,3             | 6,8              | 1,3              | 0,5              | 1,1              | 10,2             | Не участвовал  | Не участвовал  | Не участвовал  | Не участвовал  | Не участвовал  | Не участвовал  | Не участвовал  | Не участвовал  | Не участвовал  | Не участвовал  | Не участвовал  |
| 2024/25 | Атланта | 74               | 40               | 27,9             | 56,7             | 32,4             | 75,9             | 8,9              | 2,3              | 0,9              | 0,9              | 13,4             | Не участвовал  | Не участвовал  | Не участвовал  | Не участвовал  | Не участвовал  | Не участвовал  | Не участвовал  | Не участвовал  | Не участвовал  | Не участвовал  | Не участвовал  |
|         | Всего   | 178              | 28               | 19,3             | 65,3             | 25,0             | 74,1             | 5,7              | 0,9              | 0,6              | 1,1              | 7,9              | 29             | 1              | 14,0           | 56,9           | 50,0           | 65,9           | 3,9            | 0,4            | 0,4            | 0,9            | 3,8            |

### Статистика в колледже
| Сезон   | Команда | Conf   | Class | GP | GS | MPG  | FG%  | 3P%  | FT%  | RPG | APG | SPG | BPG | PPG  |
| ------- | ------- | ------ | ----- | -- | -- | ---- | ---- | ---- | ---- | --- | --- | --- | --- | ---- |
| 2019/20 | УЮК     | Pac-12 | FR    | 28 | 28 | 30,6 | 61,6 | 25,0 | 72,0 | 8,6 | 1,1 | 1,2 | 2,7 | 16,2 |
| Всего   | Всего   | Всего  | Всего | 28 | 28 | 30,6 | 61,6 | 25,0 | 72,0 | 8,6 | 1,1 | 1,2 | 2,7 | 16,2 |